# Weke balletjesspons
De weke balletjesspons (Halisarca dujardinii) is een sponssoort in de taxonomische indeling van de gewone sponzen (Demospongiae). Bij deze soort ontbreken de kleine skeletnaaldjes (spicula) die wel in andere sponzen voorkomen. De spons behoort tot het geslacht Halisarca en behoort tot de familie Halisarcidae. De wetenschappelijke naam van de soort werd voor het eerst geldig gepubliceerd in 1842 door Johnston.

## Beschrijving
De weke balletjesspons is een sponzensoort met een opvallende weke structuur die vaak slijmerig aanvoelt. De kleur is roze tot lichtbruin, vaak met een witachtig vliesje. Kleine exemplaren van 1-2 cm hebben vaak een bolvorm. Grotere exemplaren zijn sliertig en kunnen over andere organismen heen groeien.

## Verspreiding
De weke balletjesspons komt algemeen voor langs de Atlantische kusten van Europa en Mediterrane gebied. De soort leeft op kleine stenen, in de lege schelpen van tweekleppigen, op het schild van krabben (bijv. Inachus, Macropodia) en aan de basis van hoornkoralen op een diepte van 10 tot 50 meter of meer. In de zomer van 2005 werd deze sponzensoort voor het eerst door sportduikers in het westelijke deel van de Oosterschelde aangetroffen.